# Cintura scapolare

La cintura scapolare, o cingolo scapolare, connette gli arti superiori con lo scheletro assile, sostiene l'arto superiore e offre inserzione a diversi muscoli.  È composto dalle due clavicole, dalle due scapole che con le loro cavità glenoidee accolgono le due teste omerali. Le clavicole sono ossa a forma di S allungata, situate anteriormente alla base del collo e disposte orizzontalmente dallo sterno alle spalle. Centralmente si articolano con lo sterno, lateralmente con le scapole. Le scapole sono due ossa piatte di forma triangolare poste ai due lati della parte posteriore e superiore del dorso.
Il cingolo scapolare comprende diverse articolazioni tutte funzionalmente collegate tra loro:
- Articolazione Acromion-Clavicolare
- Articolazione Sterno-Clavicolare (o Sterno-Costo-Clavicolare)
- Articolazione Scapolo-Omerale

A queste vanno aggiunte due regioni, costituite da piani di scivolamento muscolare, definite Articolazioni anche se non prevedono rapporti tra due segmenti scheletrici:
- Articolazione Scapolo-Toracica
- Articolazione Sotto-Deltoidea

Questo insieme viene anche definito "Complesso Articolare della spalla", dal momento che la corretta fisiologia dell'arto superiore deriva dall'equilibrio funzionale di queste regioni.
L'arto superiore funziona in sospensione, risultando di fatto il suo scheletro "appeso" alla scapola, la quale si trova in equilibrio sulla regione toracica grazie all'azione dei muscoli che vi prendono inserzione. L'unico punto di contatto con lo scheletro fisso, è rappresentato dall'Articolazione Sterno-Clavicolare.